# Temporada 2010 del Campeonato Mundial de Supersport
La Temporada 2010 del Campeonato Mundial de Supersport fue la decimosegunda temporada del Campeonato Mundial de Supersport, pero la decimocuarta teniendo en cuenta las dos celebradas bajo el nombre de Serie Mundial de Supersport. La temporada comenzó el 28 de febrero en Phillip Island y terminó el 3 de octubre en Magny-Cours después de trece rondas. El campeonato apoyó el Campeonato Mundial de Superbike en cada ronda.
Kenan Sofuoğlu se adjudicó el título en la ronda final después de una larga batalla con Eugene Laverty. Joan Lascorz también estuvo en la contienda durante la mayor parte de la temporada, pero sufrió una lesión en Silverstone, pero acumuló suficientes puntos para hacerse con el tercer puesto.

## Calendario y resultados
El calendario provisional fue anunciado públicamente por FIM el 6 de octubre de 2009, con el cambio más notable de la temporada 2009 del Campeonato Mundial de Superbike siendo la caída de la ronda en Losail, Catar. Por primera vez en la historia de la serie, una carrera se llevó a cabo en un día distinto al domingo, con la carrera en el Miller Motorsports Park que se celebró el lunes 31 de mayo. These races ran as part of the Memorial Day weekend in the United States. Estas carreras corrieron como parte del fin de semana del Memorial Day en los Estados Unidos. La FIM alteró el calendario el 22 de enero de 2010 con Silverstone reemplazando a Donington Park como anfitrión de la ronda británica.
| Ronda | País            | Circuito                           | Fecha            | Pole position  | Vuelta Rápida  | Piloto Ganador | Equipo Ganador        |
| ----- | --------------- | ---------------------------------- | ---------------- | -------------- | -------------- | -------------- | --------------------- |
| 1     | Australia       | Circuito de Phillip Island         | 28 de febrero    | Joan Lascorz   | Eugene Laverty | Eugene Laverty | Parkalgar Honda       |
| 2     | Portugal        | Autódromo Internacional do Algarve | 28 de marzo      | Eugene Laverty | Michele Pirro  | Kenan Sofuoğlu | Ten Kate Honda        |
| 3     | España          | Circuit Ricardo Tormo              | 11 de abril      | Eugene Laverty | Joan Lascorz   | Joan Lascorz   | Motocard.com Kawasaki |
| 4     | Países Bajos    | TT Circuit Assen                   | 25 de abril      | Kenan Sofuoğlu | Kenan Sofuoğlu | Eugene Laverty | Parkalgar Honda       |
| 5     | Italia          | Autodromo Nazionale Monza          | 9 de mayo        | Kenan Sofuoğlu | Eugene Laverty | Eugene Laverty | Parkalgar Honda       |
| 6     | Sudáfrica       | Kyalami                            | 16 de mayo       | Eugene Laverty | Kenan Sofuoğlu | Eugene Laverty | Parkalgar Honda       |
| 7     | Estados Unidos  | Miller Motorsports Park            | 31 de mayo       | Kenan Sofuoğlu | Kenan Sofuoğlu | Kenan Sofuoğlu | Ten Kate Honda        |
| 8     | San Marino      | Misano World Circuit               | 27 de junio      | Michele Pirro  | Kenan Sofuoğlu | Eugene Laverty | Parkalgar Honda       |
| 9     | República Checa | Masaryk Circuit                    | 11 de julio      | Joan Lascorz   | Joan Lascorz   | Kenan Sofuoğlu | Ten Kate Honda        |
| 10    | Reino Unido     | Silverstone Circuit                | 1 de agosto      | Eugene Laverty | Kenan Sofuoğlu | Eugene Laverty | Parkalgar Honda       |
| 11    | Alemania        | Nürburgring                        | 5 de septiembre  | Eugene Laverty | Eugene Laverty | Eugene Laverty | Parkalgar Honda       |
| 12    | Italia          | Autodromo Enzo e Dino Ferrari      | 26 de septiembre | Kenan Sofuoğlu | Eugene Laverty | Michele Pirro  | Ten Kate Honda        |
| 13    | Francia         | Circuit de Nevers Magny-Cours      | 3 de octubre     | Kenan Sofuoğlu | Eugene Laverty | Eugene Laverty | Parkalgar Honda       |

## Pilotos y equipos
| Parrilla 2010                    | Parrilla 2010 | Parrilla 2010       | Parrilla 2010 | Parrilla 2010         | Parrilla 2010 |
| Equipo                           | Constructor   | Moto                | N.º           | Piloto                | Rondas        |
| -------------------------------- | ------------- | ------------------- | ------------- | --------------------- | ------------- |
| Came Yamaha                      | Yamaha        | Yamaha YZF-R6       | 3             | James Westmoreland    | 10            |
| Came Yamaha                      | Yamaha        | Yamaha YZF-R6       | 17            | Billy McConnell       | 10            |
| Intermoto Czech                  | Honda         | Honda CBR600RR      | 4             | Gino Rea              | All           |
| Intermoto Czech                  | Honda         | Honda CBR600RR      | 32            | Tomáš Holubec         | 9             |
| Intermoto Czech                  | Honda         | Honda CBR600RR      | 55            | Massimo Roccoli       | All           |
| Cresto Guide Racing Team         | Honda         | Honda CBR600RR      | 5             | Alexander Lundh       | 1–10, 12–13   |
| Cresto Guide Racing Team         | Honda         | Honda CBR600RR      | 21            | Christian Iddon       | 11            |
| Team ParkinGO Triumph BE1 Racing | Triumph       | Triumph Daytona 675 | 7             | Chaz Davies           | All           |
| Team ParkinGO Triumph BE1 Racing | Triumph       | Triumph Daytona 675 | 14            | Matthieu Lagrive      | 2–12          |
| Team ParkinGO Triumph BE1 Racing | Triumph       | Triumph Daytona 675 | 16            | Sébastien Charpentier | 1             |
| Team ParkinGO Triumph BE1 Racing | Triumph       | Triumph Daytona 675 | 25            | David Salom           | All           |
| Team ParkinGO Triumph BE1 Racing | Triumph       | Triumph Daytona 675 | 31            | Vittorio Iannuzzo     | 8–13          |
| Team ParkinGO Triumph BE1 Racing | Triumph       | Triumph Daytona 675 | 40            | Jason DiSalvo         | 1–7           |
| Team ParkinGO Triumph BE1 Racing | Triumph       | Triumph Daytona 675 | 69            | Julien Enjolras       | 13            |
| Harms Benjan Racing              | Honda         | Honda CBR600RR      | 8             | Bastien Chesaux       | 2–12          |
| Harms Benjan Racing              | Honda         | Honda CBR600RR      | 127           | Robbin Harms          | All           |
| Kuja Racing                      | Honda         | Honda CBR600RR      | 9             | Danilo Dell'Omo       | 1–6, 8–11     |
| Kuja Racing                      | Honda         | Honda CBR600RR      | 15            | Nikolett Kovács       | 8             |
| Kuja Racing                      | Honda         | Honda CBR600RR      | 18            | Mark Aitchison        | 10–13         |
| Kuja Racing                      | Honda         | Honda CBR600RR      | 19            | Andrea Boscoscuro     | 5–6           |
| Kuja Racing                      | Honda         | Honda CBR600RR      | 33            | Paola Cazzola         | 1–4           |
| Kuja Racing                      | Honda         | Honda CBR600RR      | 107           | Mauro Goffi           | 12            |
| Team Tóth                        | Honda         | Honda CBR600RR      | 10            | Imre Tóth             | 4–5, 8–13     |
| GNS Racing                       | Honda         | Honda CBR600RR      | 11            | Sam Lowes             | 10            |
| IFS Lowe Racedays                | Yamaha        | Yamaha YZF-R6       | 12            | Ian Lowry             | 10            |
| MPH Racing                       | Yamaha        | Yamaha YZF-R6       | 13            | Melissa París         | 7             |
| Parkalgar Honda                  | Honda         | Honda CBR600RR      | 21            | Christian Iddon       | 10            |
| Parkalgar Honda                  | Honda         | Honda CBR600RR      | 50            | Eugene Laverty        | All           |
| Parkalgar Honda                  | Honda         | Honda CBR600RR      | 117           | Miguel Praia          | All           |
| Bogdanka Racing                  | Honda         | Honda CBR600RR      | 22            | Daniel Bukowski       | 9             |
| Kawasaki Motocard.com            | Kawasaki      | Kawasaki ZX-6R      | 23            | Broc Parkes           | 11–13         |
| Kawasaki Motocard.com            | Kawasaki      | Kawasaki ZX-6R      | 26            | Joan Lascorz          | 1–10          |
| Kawasaki Motocard.com            | Kawasaki      | Kawasaki ZX-6R      | 37            | Katsuaki Fujiwara     | 1–7, 9–13     |
| Rivamoto                         | Yamaha        | Yamaha YZF-R6       | 24            | Eduard Blokhin        | 2–3, 8–9, 12  |
| Seton Interceptor                | Yamaha        | Yamaha YZF-R6       | 29            | Álex Lowes            | 10            |
| Wild Boar Team                   | Yamaha        | Yamaha YZF-R6       | 33            | Paola Cazzola         | 8             |
| Interfile Tyres in Transit Team  | Honda         | Honda CBR600RR      | 34            | Ronan Quarmby         | 11–12         |
| BikeFin SafeSky Honda            | Honda         | Honda CBR600RR      | 34            | Ronan Quarmby         | 6             |
| BikeFin SafeSky Honda            | Honda         | Honda CBR600RR      | 38            | Lance Isaacs          | 6             |
| BikeFin SafeSky Honda            | Honda         | Honda CBR600RR      | 43            | Jacques Peskens       | 6             |
| HANNspree Ten Kate Honda         | Honda         | Honda CBR600RR      | 34            | Ronan Quarmby         | 10            |
| HANNspree Ten Kate Honda         | Honda         | Honda CBR600RR      | 51            | Michele Pirro         | 1–9, 11–13    |
| HANNspree Ten Kate Honda         | Honda         | Honda CBR600RR      | 54            | Kenan Sofuoğlu        | All           |
| HANNspree Ten Kate Honda         | Honda         | Honda CBR600RR      | 121           | Florian Marino        | 13            |
| Race Lab Yamaha                  | Yamaha        | Yamaha YZF-R6       | 36            | Max Hunt              | 2, 10         |
| Bike Service Racing Team         | Yamaha        | Yamaha YZF-R6       | 44            | Roberto Tamburini     | 8, 10–13      |
| Velmotor 2000                    | Honda         | Honda CBR600RR      | 45            | Gianluca Vizziello    | 5, 12         |
| Erion Racing                     | Honda         | Honda CBR600RR      | 46            | Tyler Odom            | 7             |
| Puccetti Racing Kawasaki Italia  | Kawasaki      | Kawasaki ZX-6R      | 53            | Cristiano Migliorati  | 12            |
| Puccetti Racing Kawasaki Italia  | Kawasaki      | Kawasaki ZX-6R      | 85            | Alessio Palumbo       | 3, 8–9, 12    |
| VFT Racing                       | Yamaha        | Yamaha YZF-R6       | 61            | Fabio Menghi          | 8             |
| Inotherm Racing Team             | Yamaha        | Yamaha YZF-R6       | 74            | Boštjan Skubic        | 9             |
| Team Civita Racing               | Triumph       | Triumph Daytona 675 | 77            | Alessandro Torcolacci | 8             |
| Vigi Racing                      | Yamaha        | Yamaha YZF-R6       | 82            | Iuri Vigilucci        | 8             |
| Indy Superbikes.com              | Kawasaki      | Kawasaki ZX-6R      | 86            | Jason Farrell         | 7             |
| Bily Racing Team                 | Yamaha        | Yamaha YZF-R6       | 88            | Jaroslav Černý        | 9             |
| Team Falcone Competition         | Yamaha        | Yamaha YZF-R6       | 89            | Axel Maurin           | 13            |
| Team Lorenzini by Leoni          | Kawasaki      | Kawasaki ZX-6R      | 99            | Fabien Foret          | All           |
| Sorrymate.com Racing             | Honda         | Honda CBR600RR      | 110           | Jenny Tinmouth        | 10            |
| RCGM 2B Corsé                    | Yamaha        | Yamaha YZF-R6       | 131           | Giuseppe Barone       | 12            |

| Leyenda             | Leyenda |
| ------------------- | ------- |
| Piloto Titular      |         |
| Piloto Invitado     |         |
| Piloto de reemplazo |         |

## Estadísticas

### Campeonato de Pilotos
| Pos. | Piloto                | Moto     | AUS | POR | SPA | NED | ITA | RSA | USA | SMR | CZE | GBR | GER | ITA | FRA | Pts |
| ---- | --------------------- | -------- | --- | --- | --- | --- | --- | --- | --- | --- | --- | --- | --- | --- | --- | --- |
| 1    | Kenan Sofuoğlu        | Honda    | 3   | 1   | 2   | 3   | 2   | 2   | 1   | 3   | 1   | 2   | 2   | 2   | 2   | 263 |
| 2    | Eugene Laverty        | Honda    | 1   | 11  | 5   | 1   | 1   | 1   | 2   | 1   | Ret | 1   | 1   | 3   | 1   | 252 |
| 3    | Joan Lascorz          | Kawasaki | 2   | 2   | 1   | 2   | 3   | 5   | 3   | 2   | 2   | DNS |     |     |     | 168 |
| 4    | Chaz Davies           | Triumph  | 12  | 4   | 3   | 4   | 7   | 3   | 4   | 4   | 3   | 4   | 5   | Ret | 3   | 153 |
| 5    | Michele Pirro         | Honda    | Ret | 3   | 11  | Ret | 4   | 4   | 5   | Ret | Ret |     | 8   | 1   | 8   | 99  |
| 6    | David Salom           | Triumph  | 4   | 10  | 4   | Ret | 8   | 7   | 7   | 10  | 8   | 8   | 6   | Ret | 7   | 99  |
| 7    | Robbin Harms          | Honda    | 7   | 7   | 9   | 6   | Ret | 8   | 8   | 6   | 6   | 5   | 11  | Ret | 5   | 98  |
| 8    | Massimo Roccoli       | Honda    | 6   | 9   | Ret | 9   | 11  | Ret | 13  | 7   | 12  | 9   | 7   | 6   | 4   | 84  |
| 9    | Gino Rea              | Honda    | 10  | 8   | 6   | 7   | 9   | 9   | 9   | Ret | 4   | 3   | DSQ | Ret | Ret | 83  |
| 10   | Katsuaki Fujiwara     | Kawasaki | 11  | 6   | Ret | 8   | 5   | 12  | 6   |     | 5   | 15  | Ret | 5   | 6   | 81  |
| 11   | Matthieu Lagrive      | Triumph  |     | Ret | 7   | 5   | 6   | 6   | 12  | 11  | 9   | 7   | Ret | 11  |     | 70  |
| 12   | Miguel Praia          | Honda    | 9   | Ret | 12  | 10  | 10  | 10  | 14  | 9   | 7   | 6   | 13  | Ret | 10  | 66  |
| 13   | Fabien Foret          | Kawasaki | 5   | 5   | 10  | Ret | Ret | Ret | 10  | 8   | 10  | 12  | 4   | Ret | Ret | 65  |
| 14   | Roberto Tamburini     | Yamaha   |     |     |     |     |     |     |     | 5   |     | DNS | 9   | 9   | 9   | 32  |
| 15   | Broc Parkes           | Kawasaki |     |     |     |     |     |     |     |     |     |     | 3   | 4   | Ret | 29  |
| 16   | Alexander Lundh       | Honda    | Ret | 13  | 8   | 11  | 13  | 13  | 15  | Ret | Ret |     |     | 15  | Ret | 24  |
| 17   | Jason DiSalvo         | Triumph  | 8   | 12  | Ret | 12  | Ret | Ret | 11  |     |     |     |     |     |     | 21  |
| 18   | Vittorio Iannuzzo     | Triumph  |     |     |     |     |     |     |     | 12  | 11  | 14  | Ret | 12  | Ret | 15  |
| 19   | Danilo Dell'Omo       | Honda    | 15  | 15  | Ret | 13  | Ret | Ret |     | 14  | Ret | 19  | 10  |     |     | 13  |
| 20   | Gianluca Vizziello    | Honda    |     |     |     |     | 12  |     |     |     |     |     |     | 10  |     | 10  |
| 21   | Mark Aitchison        | Honda    |     |     |     |     |     |     |     |     |     | 22  | Ret | 7   | Ret | 9   |
| 22   | Cristiano Migliorati  | Kawasaki |     |     |     |     |     |     |     |     |     |     |     | 8   |     | 8   |
| 23   | Alessio Palumbo       | Kawasaki |     |     | Ret |     |     |     |     | 13  | 14  |     |     | 13  |     | 8   |
| 24   | Bastien Chesaux       | Honda    |     | 14  | Ret | 14  | 15  | 14  | 17  | 15  | Ret | 16  | Ret | DNS |     | 8   |
| 25   | Sam Lowes             | Honda    |     |     |     |     |     |     |     |     |     | 10  |     |     |     | 6   |
| 26   | Axel Maurin           | Yamaha   |     |     |     |     |     |     |     |     |     |     |     |     | 11  | 5   |
| 27   | James Westmoreland    | Yamaha   |     |     |     |     |     |     |     |     |     | 11  |     |     |     | 5   |
| 28   | Lance Isaacs          | Honda    |     |     |     |     |     | 11  |     |     |     |     |     |     |     | 5   |
| 29   | Florian Marino        | Honda    |     |     |     |     |     |     |     |     |     |     |     |     | 12  | 4   |
| 30   | Christian Iddon       | Honda    |     |     |     |     |     |     |     |     |     | 17  | 12  |     |     | 4   |
| 31   | Billy McConnell       | Yamaha   |     |     |     |     |     |     |     |     |     | 13  |     |     |     | 3   |
| 32   | Daniel Bukowski       | Honda    |     |     |     |     |     |     |     |     | 13  |     |     |     |     | 3   |
| 33   | Sébastien Charpentier | Triumph  | 13  |     |     |     |     |     |     |     |     |     |     |     |     | 3   |
| 34   | Andrea Boscoscuro     | Honda    |     |     |     |     | 14  | 15  |     |     |     |     |     |     |     | 3   |
| 35   | Paola Cazzola         | Honda    | 14  | 16  | Ret | 15  |     |     |     | 18  |     |     |     |     |     | 3   |
| 36   | Giuseppe Barone       | Honda    |     |     |     |     |     |     |     |     |     |     |     | 14  |     | 2   |
| 37   | Imre Tóth             | Honda    |     |     |     | 16  | 16  |     |     | 19  | 19  | 23  | 14  | Ret | Ret | 2   |
| 38   | Tomáš Holubec         | Honda    |     |     |     |     |     |     |     |     | 15  |     |     |     |     | 1   |
|      | Tyler Odom            | Honda    |     |     |     |     |     |     | 16  |     |     |     |     |     |     | 0   |
|      | Iuri Vigilucci        | Yamaha   |     |     |     |     |     |     |     | 16  |     |     |     |     |     | 0   |
|      | Jaroslav Černý        | Yamaha   |     |     |     |     |     |     |     |     | 16  |     |     |     |     | 0   |
|      | Max Hunt              | Yamaha   |     | 17  |     |     |     |     |     |     |     | 21  |     |     |     | 0   |
|      | Fabio Menghi          | Yamaha   |     |     |     |     |     |     |     | 17  |     |     |     |     |     | 0   |
|      | Boštjan Skubic        | Yamaha   |     |     |     |     |     |     |     |     | 17  |     |     |     |     | 0   |
|      | Eduard Blokhin        | Yamaha   |     | 18  | DNQ |     |     |     |     | Ret | 18  |     |     | DNQ |     | 0   |
|      | Ronan Quarmby         | Honda    |     |     |     |     |     | DNS |     |     |     | 18  | Ret | Ret |     | 0   |
|      | Jason Farrell         | Kawasaki |     |     |     |     |     |     | 18  |     |     |     |     |     |     | 0   |
|      | Ian Lowry             | Yamaha   |     |     |     |     |     |     |     |     |     | 20  |     |     |     | 0   |
|      | Jacques Peskens       | Honda    |     |     |     |     |     | Ret |     |     |     |     |     |     |     | 0   |
|      | Melissa París         | Yamaha   |     |     |     |     |     |     | Ret |     |     |     |     |     |     | 0   |
|      | Alessandro Torcolacci | Triumph  |     |     |     |     |     |     |     | Ret |     |     |     |     |     | 0   |
|      | Álex Lowes            | Yamaha   |     |     |     |     |     |     |     |     |     | Ret |     |     |     | 0   |
|      | Jenny Tinmouth        | Honda    |     |     |     |     |     |     |     |     |     | Ret |     |     |     | 0   |
|      | Julien Enjolras       | Triumph  |     |     |     |     |     |     |     |     |     |     |     |     | Ret | 0   |
|      | Nikolett Kovács       | Honda    |     |     |     |     |     |     |     | DNQ |     |     |     |     |     | 0   |
|      | Mauro Goffi           | Honda    |     |     |     |     |     |     |     |     |     |     |     | DNQ |     | 0   |
| Pos. | Piloto                | Moto     | AUS | POR | SPA | NED | ITA | RSA | USA | SMR | CZE | GBR | GER | ITA | FRA | Pts |

| Color     | Resultado                                                               |
| --------- | ----------------------------------------------------------------------- |
| Oro       | Ganador                                                                 |
| Plata     | 2.ª plaza                                                               |
| Bronce    | 3.ª plaza                                                               |
| Verde     | Finalizó en los puntos                                                  |
| Azul      | Finalizó sin puntos                                                     |
| Azul      | NC - No clasificado                                                     |
| Violeta   | Ret - No terminó (Carrera)                                              |
| Rojo      | DNQ - No se clasificó                                                   |
| Negro     | DSQ - Descalificado                                                     |
| Blanco    | DNS - No empezó (carrera)                                               |
| Blanco    | WD - Retirado (fin de semana)                                           |
| Blanco    | C - Carrera cancelada                                                   |
| Sin color | DNP - Inscrito pero no participó                                        |
| Sin color | INJ - Lesionado                                                         |
| Sin color | EX - Excluido                                                           |
| Estado    | Resultado                                                               |
| Negrita   | Pole position                                                           |
| Cursiva   | Vuelta rápida                                                           |
| †         | Abandona, pero clasifica al completar el porcentaje requerido para ello |

### Campeonato de constructores
| Pos. | Constructor | AUS | POR | SPA | NED | ITA | RSA | USA | SMR | CZE | GBR | GER | ITA | FRA | Pts |
| ---- | ----------- | --- | --- | --- | --- | --- | --- | --- | --- | --- | --- | --- | --- | --- | --- |
| 1    | Honda       | 1   | 1   | 2   | 1   | 1   | 1   | 1   | 1   | 1   | 1   | 1   | 1   | 1   | 320 |
| 2    | Kawasaki    | 2   | 2   | 1   | 2   | 3   | 5   | 3   | 2   | 2   | 12  | 3   | 4   | 6   | 211 |
| 3    | Triumph     | 4   | 4   | 3   | 4   | 6   | 3   | 4   | 4   | 3   | 4   | 5   | 11  | 3   | 168 |
| 4    | Yamaha      |     | 17  | DNQ |     |     |     | Ret | 5   | 16  | 11  | 9   | 9   | 9   | 37  |
| Pos. | Constructor | AUS | POR | SPA | NED | ITA | RSA | USA | SMR | CZE | GBR | GER | ITA | FRA | Pts |